# Acta Apostolicae Sedis
Acta Apostolicae Sedis (Atos da Sé Apostólica, em latim), abreviado AAS,  é o boletim oficial da Santa Sé.

## História

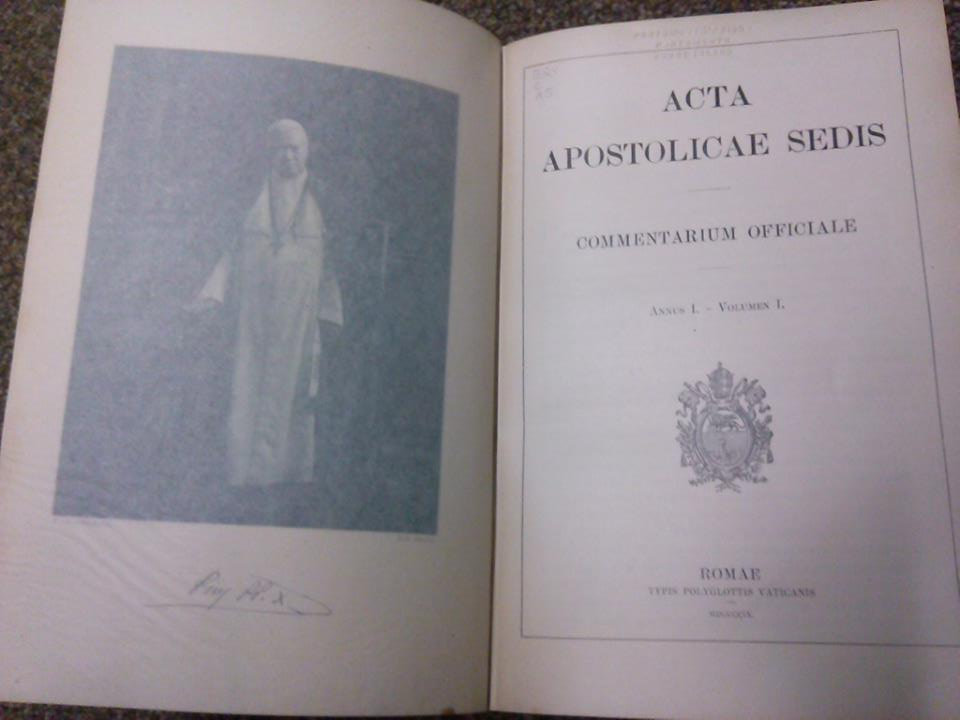
Página fronstipicial do ano de 1909.

Os Acta foram estabelecidos como boletim oficial pelo Papa Pio X, por meio da constituição apostólica Promulgandi Pontificias Constitutiones, de 3 de outubro de 1908, que regulamenta a promulgação e divulgação de leis e atos da Santa Sé. É uma publicação periódica mensal em latim, iniciada em janeiro de 1909. Sua administração está a cargo da Libreria Editrice Vaticana e sua impressão é feita pela Tipografia Vaticana.
A obrigatoriedade da publicação nos Acta Apostolicae Sedis das leis eclesiásticas universais para sua promulgação está normatizada no Código de Direito Canônico (cân. 8, § 1) que determina que “as leis eclesiásticas universais promulgam-se pela publicação no boletim oficial Acta Apostolicae Sedis, a não ser que, em casos particulares, tenha sido prescrita outra forma de promulgação […]”.

## Conteúdos
Contém os principais atos públicos do Papa e da Cúria Romana. Desde 1929 tem uma seção denominada Supplemento per le leggi e disposizioni dello Stato della Città del Vaticano com atos administrativos do Estado da Cidade do Vaticano. Esta publicação é sucedânea da Acta Sanctae Sedis que foi editada no período de 1865 a 1908.